# Håll-Larstjärnen
Håll-Larstjärnen är en sjö i Malung-Sälens kommun i Dalarna och ingår i Dalälvens huvudavrinningsområde.